# Спорт у Јерменији
Популарни спортови у Јерменији су фудбал, кошарка, одбојка и хокеј. Спортисти учествују на Олимпијским играма у боксу, рвању, дизању тегова, џудоу, гимнастици, атлетици, роњењу, пливању и стрељаштву. Планински терен Јерменије пружа велике могућности за бављење спортовима попут скијања и алпинизма. Као земља без излаза на море, спортовима на води могу се бавити само на језерима, посебно на језеру Севан. Јерменија је била веома успешна у шаху, дизању тегова и рвању на међународном нивоу. Активни је члан међународне спортске заједнице, са пуноправним чланством у УЕФА, ФИБ и Међународној хокејашкој федерацији. 

## Олимпијске игре у саставу СССР-а
Пре 1992. Јермени су учествовали на Олимпијским играма представљајући СССР. Као део Совјетског Савеза, Јерменија је била веома успешна, освојила је мноштво медаља и у бројним приликама помогла СССР-у да освоји медаљу на Олимпијским играма. Прву медаљу коју је у савременој олимпијској историји освојио Јерменин био је Хрант Шахињан, који је на Летњим олимпијским играма 1952. у Хелсинкију освојио два злата и два сребра у гимнастици. 
Јерменија је имала још неколико запажених гимнастичара међу којима су светски и олимпијски шампиони Алберт Азарјан, Едуард Азарјан и Артур Акопјан.

## Олимпијада после независности
Јерменија је први пут учествовала на Летњим олимпијским играма 1992. у Барселони, под заједницом независних држава, где је била веома успешна. Упркос томе што су имали само пет спортиста, Јерменци су освојили четири медаље. Грачија Петикјан је освојио злато у стрељаштву, Израел Милитосјан у дизању тегова, а у рвању Искандарјан је освајач злата, а Алфред Тер-Мкртчјан сребра. Од Зимских олимпијских игара 1994. у Лилехамеру, Јерменија је учествовала као независна држава.
Учествовали су на Летњим олимпијским играма у боксу, мачевању, рвању, дизању тегова, џудоу, гимнастици, атлетици, роњењу, пливању и стрељаштву. Такође учествује на Зимским олимпијским играма у алпском скијању, скијашком трчању и уметничком клизању.

## Популарни спортови

### Фудбал
Фудбал је најпопуларнији спорт у Јерменији. Некада је учествовала као део репрезентације Совјетског Савеза на међународном нивоу. Њихов најуспешнији тим био је Арарат Јераван, који је учествовао на совјетском првенству 1973. године и победио у утакмици против Бајерн Минхена у Купу европских шампиона 1974–75. Јерменија је играла у саставу Совјетског Савеза до 1992. године, када је репрезентација Јерменије одиграла прву званичну утакмицу против репрезентације Молдавије. Репрезентација је под управом фудбалског савеза Јерменије. Премијер лига је врхунско фудбалско такмичење у Јерменији. Лига се тренутно састоји од осам тимова и излази у Другу лигу. Током година лига је еволуирала од малог такмичења, које се састојало од само осам тимова, до два одвојена одељења. Јерменија такође има много фудбалских терена, попут стадиона Храздан и републичког стадиона Вазген Саргсјан.
Никита Симоњан је био члан репрезентације Совјетског Савеза која је освојила олимпијску златну медаљу на Летњим олимпијским играма 1956. и четвороструки првак Совјетског Савеза и двоструки освајач совјетског купа играјући за Спартак Москва. Такође је три пута изабран за најбољег стрелца Топ лиге. Држи рекорд лигашких голова убачених за Спартак Москва са 133. Након повлачења из фудбала, постао је главни тренер Спартака, а касније је постао менаџер и Арарата Јеравана. Обе екипе освојиле су Топ лигу под његовим вођством.
Хенрих Мхитарјан је тренутни капитен репрезентације. Четири пута је освојио Премијер лигу и два пута Суперкуп као играч Пјуника. Такође му је девет пута додељена награда фудбалера године. Од 8. септембра 2019. је најбољи стрелац свих времена за репрезентацију, са убачених 29 голова. Многи други фудбалери играли су у европским домаћим лигама као што су Артур Петросјан, Саргис Ховсепјан, Роман Березовски, Едгар Манучарјан, Јура Мовсисјан и многи други.
Многи фудбалери јерменске дијаспоре представљали су своју земљу рођења, а међу најзначајнијим играчима били су Јури Џоркаеф и Ален Богосијан, (који су били део победничког француског тима на Светском првенству 1998) Андраник Ескандаријан и Андраник Тејмуријан из Ирана, Алеко Ескандаријан из Сједињених Америчких Држава, Кеворк Мардикијан и Мардик Мардикиан из Сирије, Вардан Газарјан и Агоп Донабидиан из Либана итд.

### Шах
Шах је и даље најпопуларнији умни спорт у Јерменији, као и међу најпопуларнијим спортовима уопште. Чест је у Јерменији и у дијаспори, где га школе подстичу као наставну активност. Етнички јерменски шахисти били су веома успешни на међународној шаховској сцени. Међу значајним шахистима Јерменије су Тигран Петросјан, Левон Аронијан, Владимир Акопијан, Габријел Саргисјан, Сергеј Мовсесијан и Рафаел Ваганијан. Популарни шахиста Гари Каспаров пореклом је Јермен.
Јерменија је освојила Европско тимско првенство и у мушкој (1999) и у женској (2003) секцији. Мушки тим из 1999. чинили су Смбат Лпутјан, Арташес Минасијан, Ашот Анастасијан, Левон Аронијан и Аршак Петросјан. Женски тим из 2003. чиниле су Елина Данијелијан, Лилит Мкртчијан и Нели Агињан.
Левон Аронијан освојио је Светски куп 2005. 
Године 2006. шаховски тим који су чинили Левон Аронијан, Владимира Акопијана, Габријел Саргисјан, Карен Асријан, Арташес Минасијан и Смбат Лпутјан победио је на олимпијади у Торину. Две године касније, Јерменија је успешно одбранила своју олимпијску титулу другом узастопном победом у Дрездену, екипу су чинили Левон Аронијан, Владимира Акопијана, Габријел Саргисјан, Тигран Л. Петросјан и Арташес Минасијан.
Јерменија је освојила Светско тимско првенство 2011. године, против десет најбољих светских тимова, укључујући Русију и Кину. Чланови јерменског шаховског тима били су Левон Аронијан, Сергеј Мовсесијан, Владимир Акопијан, Габријел Саргисјан и Роберт Хованисјан.
Јерменски тим је трећи пут освојио титулу олимпијаде 2012. на 40-ој шаховској олимпијади којој је домаћин био Истанбул. Тим су чинили Левон Аронијан, Сергеј Мовсесијан, Владимир Акопијан, Габријел Саргисјан и Тигран Л. Петросјан.
Тренутно се налази на петом месту на табели медаља олимпијаде, упркос томе што се такмичила тек од 1992. године. Доприносили су успеху Совјетског Савеза. Тигран Л. Петросјан је и даље на првом месту за најбоље индивидуалне резултате у отвореном делу.

### Кошарка
Упркос популарности кошарке у Јерменији, репрезентација је тек недавно постала успешна освајањем Европског првенства 2016.
Сви најбољи кошаркаши Јерменије играју ван земље, углавном у Сједињеним Америчким Државама и Русији.
Прва сезона професионалног домаћег такмичења Јерменије познате као Лига А покренута је у октобру 2017. са седам тимова који су представљали градове Јереван (четири екипе), Гјумри, Артик и Степанакерт.

### Рвање
Рвање је за Јерменију био успешан спорт на Олимпијским играма. Половина од дванаест олимпијских медаља освојили су рвачи. На Летњим олимпијским играма 1996. у Атланти, Армен Назарјан је освојио злато у мушкој грчко-римској категорији (52 kg), а Армен Мкртчјан је освојио сребро у слободној категорији 48 kg, освајајући прве две медаље у Јерменији у својој модерној олимпијској историји.
Рвање је постало најуспешнији олимпијски спорт Јерменије након освајања: две златне медаље Армен Назарјан (1996) и Артур Алексанјан (2016), три сребрне Армен Мкртчјан (1996), Тигран Мартиросјан (2008) и Арсен Џулфалакјан (2012). Више од половине олимпијских медаља Јерменије освојене су у рвању.
Била је домаћин Светског првенства 2010. Јерменски тим заузео је треће место, а јерменски рвачи индивидуално су освојили три од седам златних медаља.
Традиционално рвање назива се kokh и вежба се у традиционалној одећи; то је био један од утицаја самба, који је такође веома популаран.

### Дизање тегова
Дизање тегова је такође успешан спорт Јерменије на Олимпијским играма. Арсен Меликјан је освојио бронзану медаљу у средњој категорији за мушкарце (77 kg) на Летњим олимпијским играма 2000, што је била прва олимпијска медаља независне Републике Јерменије у овом спорту. Априла 2007, јерменска репрезентација је освојила Европско првенство 2007. у Стразбуру, са десет златних медаља. Назик Авдалјан и Тигран Геворг Мартиросјан постали су светски прваци 2009. и 2010. 
Пре успостављања независне Јерменије, спортисти попут Јурика Саркисјана, Оксена Мирзојана и Јурика Вартањана такмичили су се за Совјетски Савез и били су веома успешни. Вартањан је освојио златну медаљу на Летњим олимпијским играма 1980, постајући први дизач тегова на свету који је постигао 400 бодова у тежинској категорији 82,5 kg. Одликован је 1985. орденом Лењина. Јурик Вартањан, Јурик Саркисјан и Оксен Мирзојан постигли су вишеструке светске рекорде током своје каријере.

### Бокс
Бокс је популаран спорт у Јерменији. Земља је редовно учествовала на Олимпијским играма, али је постигла мало успеха.
Иако нису били успешни у аматерском боксу, Храчик Џавахјан је освајао олимпијске медаље и светски првак Ншан Мунчјан.
Више успеха су имали у професионалном боксу. Вик Дарчињан и Артур Абрахам су освојили светске титуле у различитим тежинама. Суси Кентикијан је освајач светских титула у женском боксу. Корен Гевор је четвороструки освајач светске титуле. Карапет Карапетјан је био дугогодишњи шампион Холандије у кик-боксу и постигао је успех у боксу, али је каријеру касније наставио као адвокат. Ванес Мартиросјан и Каро Мурат су претенденти.

### Спортска гимнастика
Под совјетском влашћу имали су много олимпијских првака у спортској гимнастици, попут Хранта Шахињана, Алберта Азарјана и Едуарда Азарјана. Успех јерменских гимнастичара на олимпијским такмичењима увелико је допринео популарности овог спорта. Тако многи истакнути такмичари представљају земљу на Европским и Светским првенствима, укључујући Артура Давтјана и Харутјуна Мердињана.
Јереван има много државних школа спортске гимнастике, укључујући школу Алберта Азарјана отворену 1964. и Хранта Шахињана отворену 1965.

### Футсал
Футсал је веома популаран у Јерменији. Многе компаније, као и универзитети, имају своје тимове који учествују у лиги Јерменије. Тренутно осам тимова учествује у њој, представљајући градове Јереван, Гјумри, Ванадзор, Капан и Алаверди. Арена Мика у Јеревану стадион је футсал репрезентације.

## Остали спортови
- Мушку репрезентацију у хокеју на леду води Савез хокеја на леду Јерменије. Они су били домаћини Светског првенства 2010. — Дивизија III.
- У покушају промоције уметничког клизања и хокеја на леду децембра 2015. отворена је спортска школа у Јеревану.[4]

- Тенис је прилично популаран у Јерменији. Саргис Саргсијан је најуспешнији тенисер који је представљао земљу на међународном нивоу. Троструки је олимпијац који је 1997. освојио индивидуално првенство у Кући славних, Сити Опен и Румунски Опен у пару 2003. Индивидуални припадници јерменске дијаспоре попут Андра Агасија, Давида Налбандијана и сестара Малејева истакли су се у спорту.
- Рагби јунион спада међу развијајуће спортове. Рагби репрезентација има такмичаре из јерменске дијаспоре и у Француској.

- Скијање је такође међу развијајућим спортовима у Јерменији. Планинска природа земље омогућила је развој спорта, посебно након стварања скијалишта 1986. Генерално, сезона скијања у Јерменији почиње средином децембра и траје до марта. Скијалишта постоје и у Ванадзору и Џермуку.
- Хокеј на трави је углавном популаран у Храздану. У њему се налази једини терен за хокеј на трави у Јерменији, са капацитетом од 1500 места. Клуб Храздан повремено представља земљу на неколико регионалних и међународних такмичења.[5] Совјетско-јерменски спортиста и освајач бронзане олимпијске медаље 1980. Сос Хајрапетјан[6] играо је за клуб између 1988. и 1992.[7]

- Једрење на дасци и кајтинг постају популарни у Јерменији. Први пут је представљен иницијативом другог председника Јерменије Роберта Кочарјана, који је основао клуб Yerevan Yacht крајем деведесетих.[8] Спортове регулише професионална федерација у Јерменији. Такмичења се редовно одржавају на Јереванском језеру, Лионском парку и језеру Севан.[9]
- Јахање у Јерменији је започето 1953. а тренутно га води федерација Јерменије, коју је признала Међународна федерација. Са све већим интересовањем за јахање, у Јерменији су отворени многи коњички центри, укључујући Ховик Хајрапетјан и Мираге у Јеревану, Ara and Aytsemnik близу Вагаршапата и јахачки клуб Ayrudzi у Аштараку.
- Бициклизам као спорт постаје популаран међу млађом јерменском генерацијом. Јеревански велодром је бициклистичко место на отвореном са међународним стандардом, отворено 2011. заменом старог совјетског место.[10] Едгар Степањан је постао шампион на јуниорском Европском првенству 2015.[11]
- Недавно су мешовите борилачке вештине стекле велику популарност у Јерменији, напорима професионалне федерације. Основао га је Хајк Гукасјан у Јеревану 2005. и тренутно води неколико огранака широм провинција, као и Арцаха, са више од 2000 спортиста.[12]

## Организације
Хоменетмен и општа добронамерна унија су две највеће организације посвећене атлетици међу Јерменима. Они, нарочито Хоменетмен, отворили су поглавља широм света, где год је присутна јерменска заједница. Хоменетмен организује Пан-Хоменетмен игре сваке године, када се чланови организације окупе у граду домаћину како би одиграли пријатељске утакмице једни против других у разним спортовима попут фудбала, кошарке, атлетике, хокеја на леду и одбојке.

## Савремени напори за обнову
Од државног буџета за 2016. годину, влада Јерменије годишње издваја око 3,83 милиона америчких долара за спорт и даје га Министарству спорта и омладине.
Због недостатка успеха у последње време на међународном нивоу, последњих година Јерменија је обновила шеснаест спортских школа из совјетске ере и опремила их новом опремом за укупне трошкове у износу од 1,9 милиона долара. Обнову регионалних школа финансирала је јерменска влада. У одмаралиште Tsaghkadzor уложено је око 9,3 милиона долара за побољшање инфраструктуре зимских спортова, због лоших наступа на недавним догађајима. Године 2005. отворен је бициклистички центар у Јеревану, са циљем да помогне у стварању бициклиста светске класе. Влада је такође обећала новчану награду од 700.000 долара Јерменима који освоје златну медаљу на Олимпијским играма. Ректор јереванског државног института за физичку културу Вахрам Аракелијан верује да ће Јерменија имати олимпијске шампионе.
Фудбалска савез Јерменије отворио је три модерне академије за обуку у Јеревану, Гјумрију и Ванадзору 2010, 2014. и 2016. 